# Diocesi di Pinara

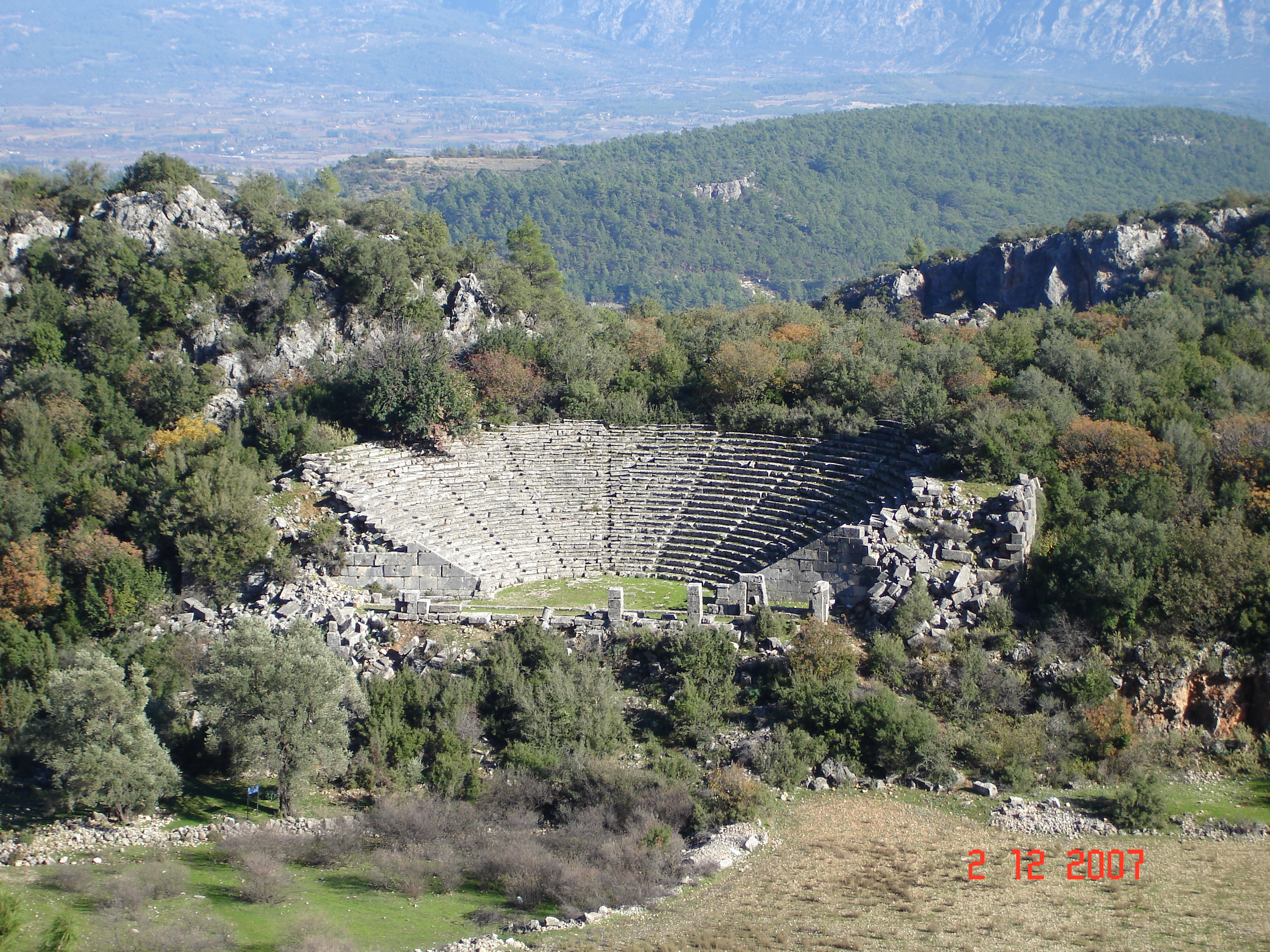
L'anfiteatro di Pinara.

La diocesi di Pinara (in latino: Dioecesis Pinarensis) è una sede soppressa del patriarcato di Costantinopoli e una sede titolare della Chiesa cattolica.

## Storia
Pinara, identificabile con le rovine nei pressi di Minara nell'odierna Turchia, è un'antica sede episcopale della provincia romana di Licia nella diocesi civile di Asia. Faceva parte del patriarcato di Costantinopoli ed era suffraganea dell'arcidiocesi di Mira.
La diocesi è documentata nelle Notitiae Episcopatuum del patriarcato di Costantinopoli fino al XII secolo.
Diversi sono i vescovi attribuiti a questa antica sede episcopale. Durante il concilio di Seleucia del 359, Acacio di Cesarea e i suoi sostenitori abbandonarono l'assise e redassero una professione di fede nella quale rigettavano il termine di consustanzialità in quanto estraneo alle Scritture; tra i firmatari della professione di fede figura anche Eustazio, che sottoscrisse con il doppio titolo di «vescovo di Pinara e di Sidima», indizio che all'epoca le due diocesi erano unite.
Eliodoro sottoscrisse nel 458, tramite l'arcidiacono Nicola, la lettera dei vescovi della Licia all'imperatore Leone I dopo la morte di Proterio di Alessandria.
Nel VI secolo abbiamo il vescovo Nicola, noto come Nicola di Sion, di cui esiste una biografia scritta verosimilmente poco tempo dopo la sua morte; il suo episcopato si colloca dopo il 544, e venne consacrato nella chiesa della Pace, cattedrale di Myra, dal metropolita Filippo. Secondo una versione latina della vita, Nicola morì il 10 dicembre 564.
I tre successivi vescovi di Pinara sono noti per la loro presenza alle grandi assise conciliari del periodo bizantino: Menas era presente al concilio in Trullo nel 692; Teodoro assistette al secondo concilio di Nicea nel 787; Atanasio infine partecipò al concilio di Costantinopoli dell'879-880 che riabilitò il patriarca Fozio.
Dal XIX secolo Pinara è annoverata tra le sedi vescovili titolari della Chiesa cattolica; la sede è vacante dal 21 luglio 1974. Il suo ultimo titolare è stato Alejandro Menchaca Lira, già vescovo di Temuco.

## Cronotassi

### Vescovi greci
- Eustazio † (menzionato nel 359)
- Eliodoro † (menzionato nel 458)
- San Nicola † (dopo il 544 - 10 dicembre 564 deceduto)
- Menas † (menzionato nel 692)
- Teodoro † (menzionato nel 787)
- Atanasio † (menzionato nell'879)

### Vescovi titolari
- Sant'Ezequiel Moreno y Díaz, O.A.R. † (23 ottobre 1893 - 2 dicembre 1895 nominato vescovo di Pasto)
- John Joseph Glennon † (24 marzo 1896 - 13 ottobre 1903 succeduto arcivescovo di Saint Louis)
- François-Lazare Seguin, M.E.P. † (23 febbraio 1907 - 11 settembre 1942 deceduto)
- Leo Binz † (21 novembre 1942 - 15 ottobre 1949 nominato arcivescovo coadiutore di Dubuque)
- Cándido Rada Senosiáin, S.D.B. † (22 dicembre 1949 - 31 marzo 1960 nominato vescovo di Guaranda)
- Alejandro Menchaca Lira † (13 settembre 1960 - 21 luglio 1974 deceduto)